# 나탈리아 노구리치

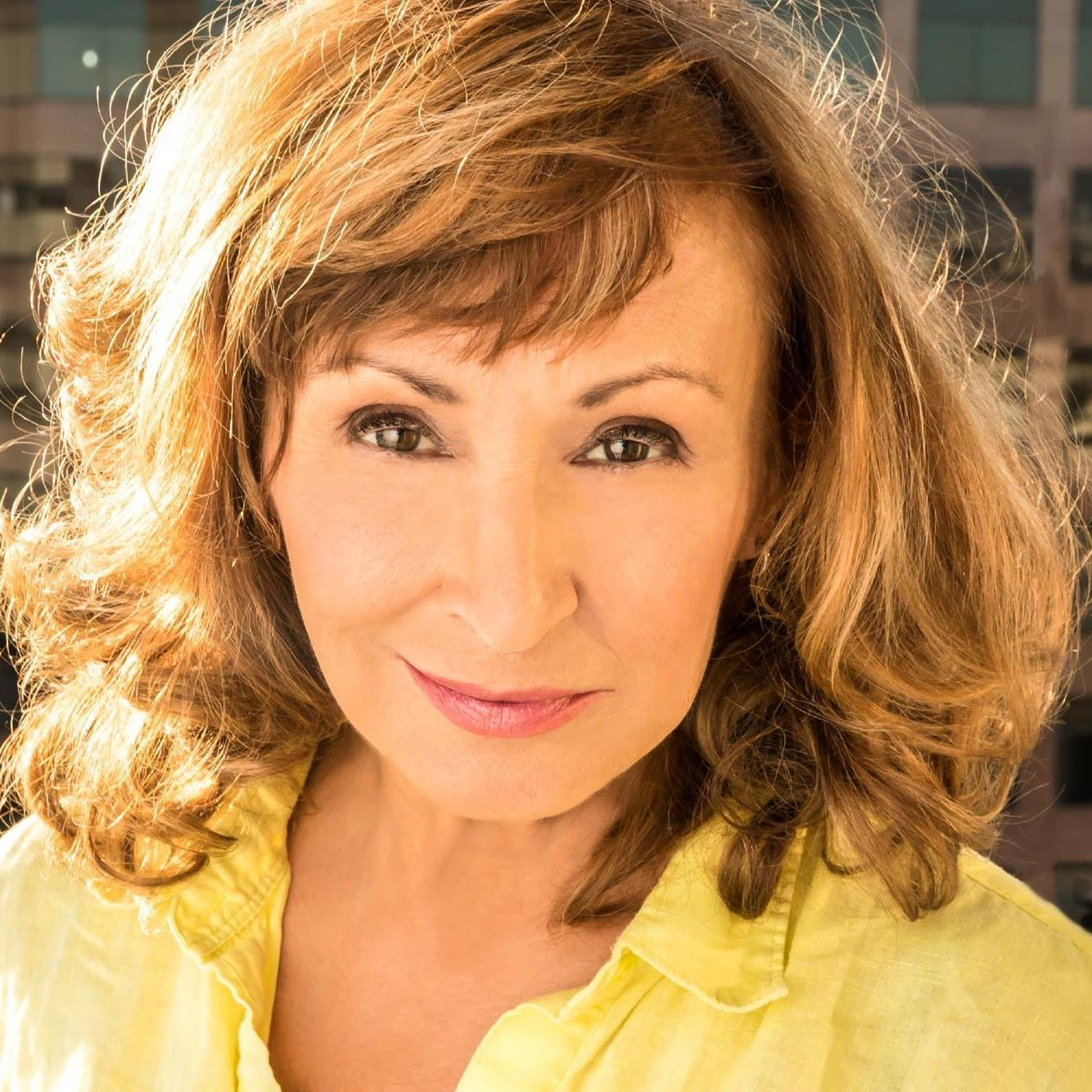

너탈리아 노굴리치(Natalia Nogulich, 1950년 10월 1일 ~ )는 미국의 배우이다.
시카고에서 태어났다.

## 출연 작품
- 케어테이커 (2018년) - 존스 아내 역
- 더 위자드 리턴: 알렉스 vs. 알렉스 (2013년) - 카멜라 역
- 아이 멜트 위드 유 (2011년) - 바텐더 역
- 제인 도: 아이 오브 더 비홀더 (2008년)
- 로커스트 (2005년)
- 허프 (2004년)
- 할로우 (2004년)
- 스파르탄 (2004년)
- 프랭키와 자니 결혼하다 (2003년)
- 리스트레이닝 오더 (1999년)
- 더 샷 (1996년)
- 트레이시 테이크 온 (1996년)
- 아이 포 아이 (1996년)
- 큰 도둑 작은 도둑 (1995년)
- 시한폭탄 같은 남자 (1994년)
- 초보 형사 JJ (1994년)
- 서스피션 (1994년) - 월레스 역
- 더블 틴에이져 (1993년)
- 피켓 펜스 (1992년)
- 워터 엔진 (1992년)
- 호파 (1992년)
- 내전 (1991년)
- 동행 (1991년)
- 가디언 (1990년) - 몰리 역
- 크리스마스 대소동 (1989년)
- 네온의 왕국 (1989년)
- 특공대작전 4 - 오리엔트 특급 작전 (1988년)
- 은밀한 자매 (1987년)
- 매혹의 소나타 (1981년)

### 텔레비전
- 웨스트 윙 시즌1 (1999년)
- 스타 트렉 - 넥스트 제너레이션 TV 시리즈 (1987년)
- LA 로 (1986년)
- 우리 생애 나날들 (1965년)